# Аз не живея един живот
„Аз не живея един живот“ е български игрален филм (документален) от 1981 година, по сценарий и режисура на Никола Корабов. Оператори са Виктор Чичов, Венец Димитров, Крум Крумов, Амато Оберберг, Радослав Спасов и Цанчо Цанчев.

## Актьорски състав
Роли във филма изпълняват актьорите:
- Николай Гяуров – Мефистофел, дон Базилио, Филип II, Фиеско, дон Жуан, дон Кихот, Борис Годунов
- Мирела Френи – Маргарита
- Пиеро Капучили – Симоне Босанегра
- Тодор Георгиев – Санчо Панса
- Глафира Королева – Фьодор

## Награди
- Наградата на СБХ за сценография на Петко Бончев, (Варна, 1980).